# Какие наши годы! (телепередача)
«Какие наши годы!» — исторический телепроект, выходивший на «Первом канале» с 6 ноября 2010 по 28 августа 2011 года по выходным вечером, чаще всего — в 21:15, после программы «Время». Ведущие — Леонид Парфёнов и Татьяна Арно.

## О программе
По словам Леонида Парфёнова, проект «Какие наши годы!» не является продолжением программы «Намедни. Наша эра» или её новой версией. Программа выглядит похожей больше на шоу, чем на журналистскую работу. Съёмки программы проходили в павильоне, выстроенном по примеру старого двора, где за атмосферу отвечают не только предметы соответствующей эпохи, но и детали: вкусы, запахи, существовавшие в этот период цены на товары народного потребления. По структуре программа сформирована не столько как рассказ, а скорее как погружение в конкретную историческую эпоху. Авторы считали, что тем самым они открывают окно в прошлое, чтобы зрители смогли увидеть те события уже с высоты прожитых лет.
В студию к ведущим проходят известные люди и эксперты, которые представляют свои взгляды на прошлое. Каждый выпуск посвящён одному конкретному году из советской и российской истории. Темы передачи — реалии, характерные выбранного в качестве лейтмотива повествования года. Это могут быть музыкальные хиты, законы, фильмы, сериалы, постановления ЦК КПСС, социальная история. Журналист «Известий» Анатолий Макаров сравнил «Какие наши годы!» с программой «Старая квартира» — историческим ток-шоу, выходившим в 1990-е и 2000-е годы на канале РТР. В его основе также лежали личные воспоминания участников о счастливом прошлом и реалиях выбранного для обсуждения года.
В анонсах телепередачи, озвученных диктором «Первого канала» Алексеем Неклюдовым, «Какие наши годы!» были ошибочно названы «новым проектом Леонида Парфёнова» (также авторство приписывалось ему сайтом студии «Индиго», руководитель которой Сергей Надеждин выступал шеф-редактором программы). Хотя, по факту, в отличие от проектов «Намедни», «Российская империя» и др., он не был его автором, делал его не самостоятельно и даже вёл его в паре с соведущей Татьяной Арно, о чём рассказал в интервью. Когда в эфире пошли трейлеры второго выпуска, упоминание авторства Парфёнова в роликах оставалось, однако эту приписку из анонсов убрали после того, как 25 ноября 2010 года на премии имени Владислава Листьева он произнёс речь о цензуре на телевидении.
В эфир вышло всего 13 выпусков, после чего программа была по неизвестным причинам закрыта. При этом были показаны не все отснятые выпуски. В 2014 году программа «Какие наши годы!» снова была объявлена в сетке вещания «Первого канала» от 5 июля в 14:20. В анонсах не уточнялось, в каком виде программа вновь выйдет в эфир (повторы или премьерные выпуски). Но в самый последний момент её убрали из сетки вещания канала на его официальном сайте, а в телеэфире вместо неё показали программу «Народная медицина» и концерт «Все хиты Юмор FM на „Первом“».

## Выпуски

### Первый сезон
- Первый выпуск — 1972 год (6 ноября 2010 года)
- Второй выпуск — 1968 год (28 ноября 2010 года)
- Третий выпуск — 1982 год (16 января 2011 года)
- Четвёртый выпуск — 1962 год (13 февраля 2011 года)
- Пятый выпуск — 1957 год (27 февраля 2011 года)

### Второй сезон
- Шестой выпуск — 1975 год (1 мая 2011 года)
- Седьмой выпуск — 1991 год (4 июня 2011 года)
- Восьмой выпуск — 1984 год (26 июня 2011 года)
- Девятый выпуск — 1959 год (30 июля 2011 года)
- Десятый выпуск — 1964 год (6 августа 2011 года)
- Одиннадцатый выпуск — 1978 год (14 августа 2011 года)
- Двенадцатый выпуск — 1987 год (21 августа 2011 года)
- Тринадцатый выпуск — 1993 год (28 августа 2011 года)

## Приглашённые знаменитости

### Первый выпуск
- Михаил Ефремов
- Борис Гребенщиков
- Эдита Пьеха
- Константин Меладзе
- Леонид Ярмольник
- Анатолий Карпов
- Сергей Шнуров
- Сергей Безруков
- Александр Баширов
- Виктория Токарева
- Вячеслав Фетисов
- Борис Михайлов
- Владимир Петров

### Второй выпуск
- Алексей Маклаков
- Пётр Толстой
- Армен Джигарханян
- Фёдор Бондарчук
- Александр Васильев
- Ксения Собчак
- Геннадий Хазанов
- Игорь Кириллов
- Екатерина Андреева
- Вера Брежнева

### Третий выпуск
- Людмила Гурченко
- Леонид Володарский
- Сергей Рябков
- Андрей Кнышев
- Дмитрий Дибров
- Владимир Груздёв
- Михаил Куснирович
- Михаил Косарев

- Андрей Макаревич
- Олег Меньшиков
- Григорий Ревзин

### Четвёртый выпуск
- Николай Степанов
- Евгения Чирикова
- Лариса Голубкина
- Эвелина Хромченко
- Борис Жутовский
- Борис Акунин
- Иосиф Бакштейн
- Пётр Налич
- Гарик Харламов

### Пятый выпуск
- Рената Литвинова
- Владимир Познер
- Татьяна Самойлова
- Александр Васильев
- Леонид Ярмольник
- Илья Лагутенко

### Шестой выпуск
- Александр Друзь
- Андрей Козлов
- Борис Крюк
- Сева Новгородцев
- Лолита Милявская
- Оскар Кучера
- Андрей Рожков
- Татьяна Устинова
- Александр Цекало
- Валерий Кубасов
- Алексей Леонов
- Елена Метёлкина
- Эдуард Хиль

### Седьмой выпуск
- Владимир Жириновский
- Рамзан Кадыров
- Александр Новиков
- Виктор Геращенко
- Михаил Пореченков
- Валентин Юдашкин
- Богдан Титомир
- Тимати

### Восьмой выпуск
- Николай Фоменко
- Александр Семёнов
- Владимир Ноздрин
- Ляйсан Утяшева
- Елена Ханга
- Елена Скороходова
- Александр Починок
- Егор Холмогоров
- Сергей Сельянов
- Top 9
- Игорь Бухаров
- Вячеслав Никонов
- Браво

### Девятый выпуск
- Виктор Суходрев
- Дмитрий Глуховский
- Дмитрий Быков
- Александр Лебедев
- Леонид Якубович
- Михаил Погосян
- Ирина Крутикова
- Ирина Скобцева
- Михаил Гришанков
- Павел Чухрай
- Billy’s Band

### Десятый выпуск
- Оксана Фёдорова
- Роман Юнусов
- Алексей Лихницкий
- Александр Починок
- Александр Петлюра
- Валерий Золотухин
- Дмитрий Брекоткин
- Олег Сиенко
- Борис Акунин
- Пётр Толстой
- Сергей Кургинян
- Каста

### Одиннадцатый выпуск
- Пётр Заев
- Константин Цзю
- Геннадий Шевченко
- Юрий Кобаладзе
- Софико Шеварднадзе
- Марк Захаров
- Константин Ремчуков
- Дмитрий Борисов
- Виктор Корчной
- Анатолий Карпов
- Ирина Крутикова
- Александр Васильев
- Леонид Каневский
- Dino MC 47

### Двенадцатый выпуск
- Михаил Прохоров
- Сергей Минаев
- Матиас Руст
- Игорь Мальцев
- Виктор Боссерт
- Артём Тарасов
- Рамзес Тлякодугов
- Олег Емельянов
- Роман Дудушкин
- Сергей Глушко
- Пётр Шкуматов
- Дмитрий Платонов
- Виктор Геращенко
- Андрей Макаров
- Александр Кушнер
- Вячеслав Бутусов

### Тринадцатый выпуск
- Пётр Листерман
- Александр Руцкой
- Борис Краснов
- Эдуард Сагалаев
- Михаил Осокин
- Владимир Жириновский
- Сергей Ястржембский
- Александр Иншаков
- Игорь Свинаренко
- Игорь Григорьев
- Альберт Попков
- Светлана Иванникова
- Виталий Сидоров
- Михаил Гришанков
- Чиж & Co

## Критика
Проект «Какие наши годы!» вызвал по большей степени негативные отзывы со стороны зрителей и телеобозревателей. Журналист Андрей Архангельский писал:
«Премьера развлекательного шоу «Какие наши годы» на «Первом канале» случилась в тот же день, когда избили Олега Кашина. На этом фоне особенно дико смотрелась развлекающая картинка. <...> История теперь повторяется не дважды, а бесконечное число раз, крутится, как безумный волчок, сменяя костюмы. В результате нам подают историю страны как невинность, как тренировочный забег, как плюшечную игру в шахматы и хоккей, выжатую до полного обессмысливания. Так история превращается в анекдот, который уже никто не помнит. Эти попытки ведущих заставить людей припомнить собственную историю и историю страны как «смешное» – чему заметно сопротивляются даже сами гости, которые понимают, что это нужно не живым – это нужно моральным мертвякам по ту сторону экрана, которых уже не знают, как развеселить»
Кандидат искусствоведения из Санкт-Петербурга Виталий Потёмкин отмечал:
«Леонид Парфёнов («Какие наши годы», «Первый канал») — очень талантливый и образованный, работает с прекрасной командой в документальных передачах. Но в своем нынешнем телепроекте Парфёнов очень слаб импровизационно – ему свойственно зачитывать текст и проходить дубли, а действовать напрямую не получается»
Екатерина Сальникова:
«Новый проект Леонида Парфёнова «Какие наши годы!» на «Первом канале» идеально отвечает цели превратить советскую историю в развесистую декорацию виртуальной экзотики. <...> В «Какие наши годы!» от документального кино Леонид Парфёнов существенно продвинулся к телевизионному театру и эстраде. Документальность теперь совсем не принципиальна. В студии городят декорацию. Парфёнов ходит с транспарантом и задаёт вопросы о том, что за «новую общность» имели в виду в 1970-е годы. Показательно, что никто в студии не может ответить на этот элементарный вопрос. Значит, гости студии либо плохо учились в советской школе, либо слишком юны и потому не в курсе, что новой общностью именовался советский народ»
Арина Бородина:
«Понятно, что Леонид Парфёнов лучше всех может рассказывать в телеэфире про наше прошлое в занимательной и интересной форме. Но пока ничего нового по сравнению с тем, что мы уже видели, я не заметила. А главная беда этой программы, что Леонид Парфёнов старается в ней, словно коверный на цирковой арене: расшевелить гостей, свою соведущую, эту странную, словно мёртвую массовку в большой студии. И хочется спросить, а где здесь, к примеру, режиссёр? Что он делал во время съёмок этого шоу?! Говорят, что уже у второго выпуска программы будет другой режиссёр. Но почему-то мне кажется, что в целом это не сильно улучшит программу. Конечно, может быть, и не самую плохую, ну уж точно не увлекательную, и уж точно не ту, которую можно было бы записать в зачёт Леониду Парфёнову»
Сергей Варшавчик отмечал, что проект «Какие наши годы!» является не более, чем повторением уже пройденного Парфёновым в его авторских проектах 1990-х и 2000-х годов. Критиковалась затянутость передачи, пассивная массовка, почти не взаимодействовавшая с ведущими и гостями, а также явная неуверенность главного ведущего в данном развлекательном формате.